# Relacions entre Rússia i Transnístria
Les relacions entre Rússia i Transnístria - Российско-приднестровские отношения (rus) - són les relacions bilaterals entre la República Moldava de Pridnestrovia i la Federació Russa. Tot i que Rússia no reconeix oficialment la independència de Transnístria, manté relacions especials amb ella en els àmbits polític, militar, cultural i econòmic.
En 2012 Rússia va obrir un consolat a Transnístria, malgrat les protestes del govern de Moldàvia.